# Ave Maria (Wallfahrtskirche)

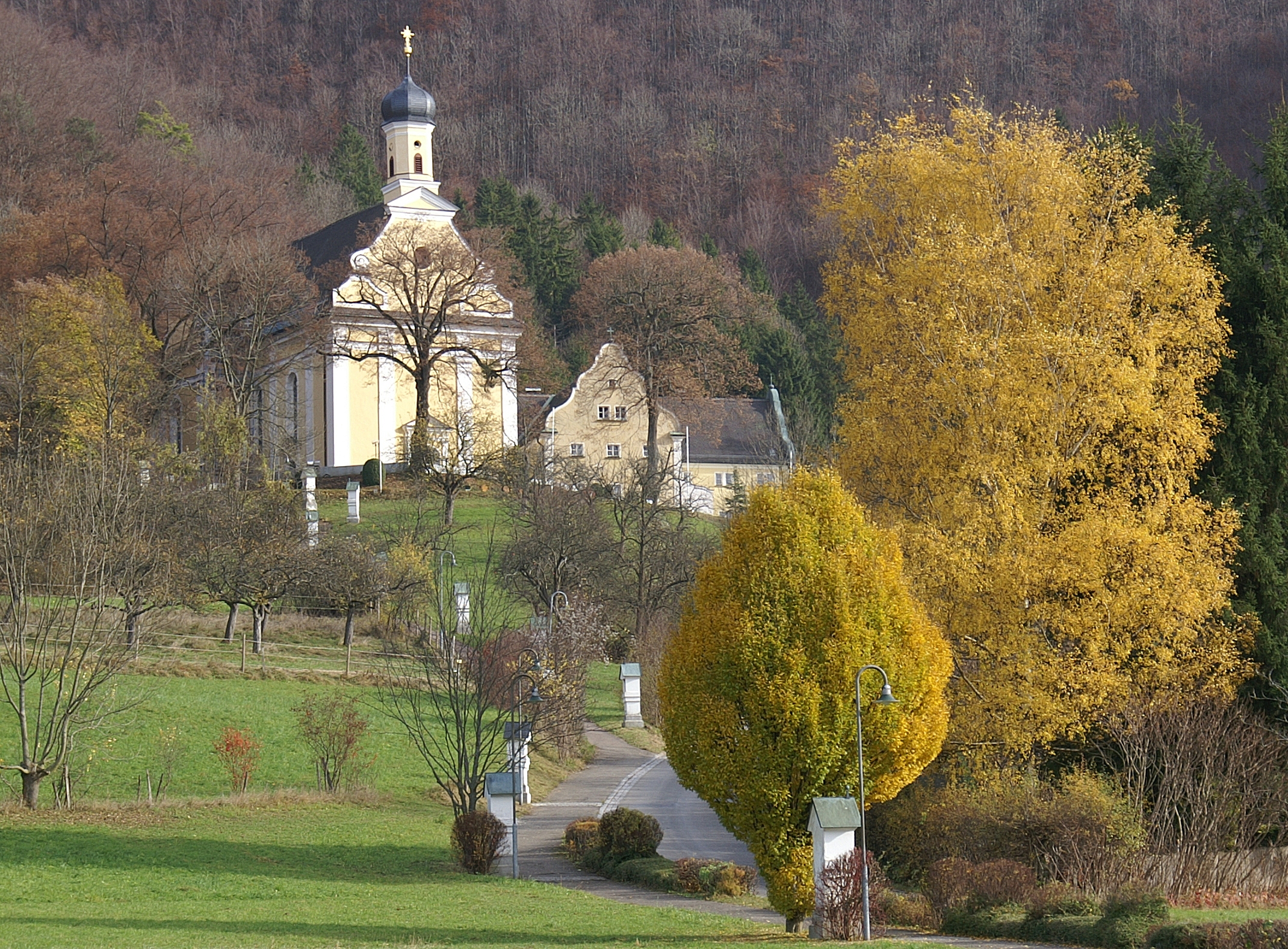
Wallfahrtskirche Ave Maria

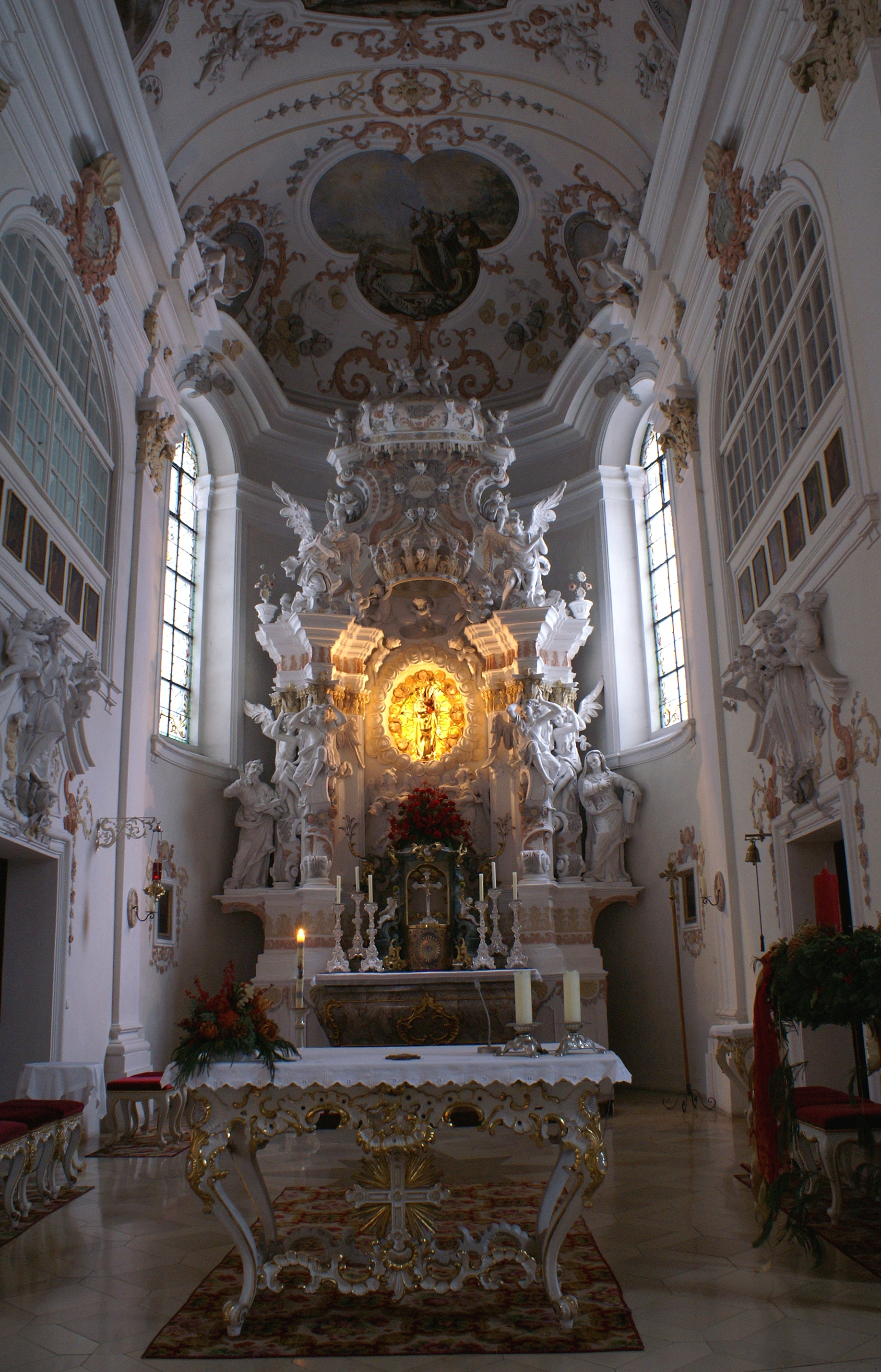
Hochaltar in Ave Maria

Die Wallfahrtskirche und das Kapuzinerkloster Ave Maria (auch Ave Maria (Tugstein)) stehen im Oberen Filstal auf der Gemarkung Deggingen im Landkreis Göppingen. Die spätbarocke Anlage liegt etwas abseits der Bundesstraße 466 und ist von Geislingen an der Steige und von Wiesensteig gut zu erreichen. Die Wallfahrtskirche und das Kapuzinerkloster gehören zur Pfarrei Hl. Kreuz in der Seelsorgeeinheit Deggingen-Bad Ditzenbach. Zusammen mit einem Pater arbeiten in der Seelsorge in der Wallfahrtskirche und in der Umgebung des Klosters vier weitere Kapuzinerbrüder.
Die Wallfahrtskirche wurde in den Jahren 1716 bis 1718 erbaut. Zwei Jahrhunderte später, im Jahr 1929, wurde die Seelsorgearbeit den Kapuzinern anvertraut, drei Jahre danach wurde das Kloster, im Stil der Kirche angepasst, errichtet. 
Die Ausstattung von Ave Maria zeigt eine reiche Stuckornamentik und kunstvolle Gemälde. Im Zentrum steht der Hochaltar, der das Prunkstück von Ave Maria darstellt. Er ist von jubelnden Engeln umgeben und birgt in seiner Mitte das Gnadenbild. Diese spätgotische Madonna ist das Werk eines unbekannten Künstlers aus dem 15. Jahrhundert.
Die Orgel mit 16 Registern auf zwei Manualen und Pedal wurde von Orgelbauer Franz Heissler im Jahr 1969 in ein historisches Orgelgehäuse von 1718 eingebaut.
Wallfahrtsbetrieb herrscht vor allem an den „Großen Wallfahrtstagen“, sechs Marienfeiertagen im Verlauf des Kirchenjahres:
- „Darstellung des Herrn: Maria Lichtmess“ am 2. Februar
- „Verkündigung des Herrn“ am 25. März
- „Mariä Heimsuchung“ am 2. Juli
- „Mariä Himmelfahrt“ (Patrozinium) am 15. August
- „Mariä Geburt“ am 8. September
- „Mariä Empfängnis“ am 8. Dezember

Daneben gibt es auch eine Motorrad-Wallfahrt jeweils am letzten Sonntag im April.
Die Wallfahrtskirche Ave Maria wird auch von vielen Brautpaaren zur Feier der kirchlichen Trauung genutzt.

## Weihnachtskrippe in Ave Maria

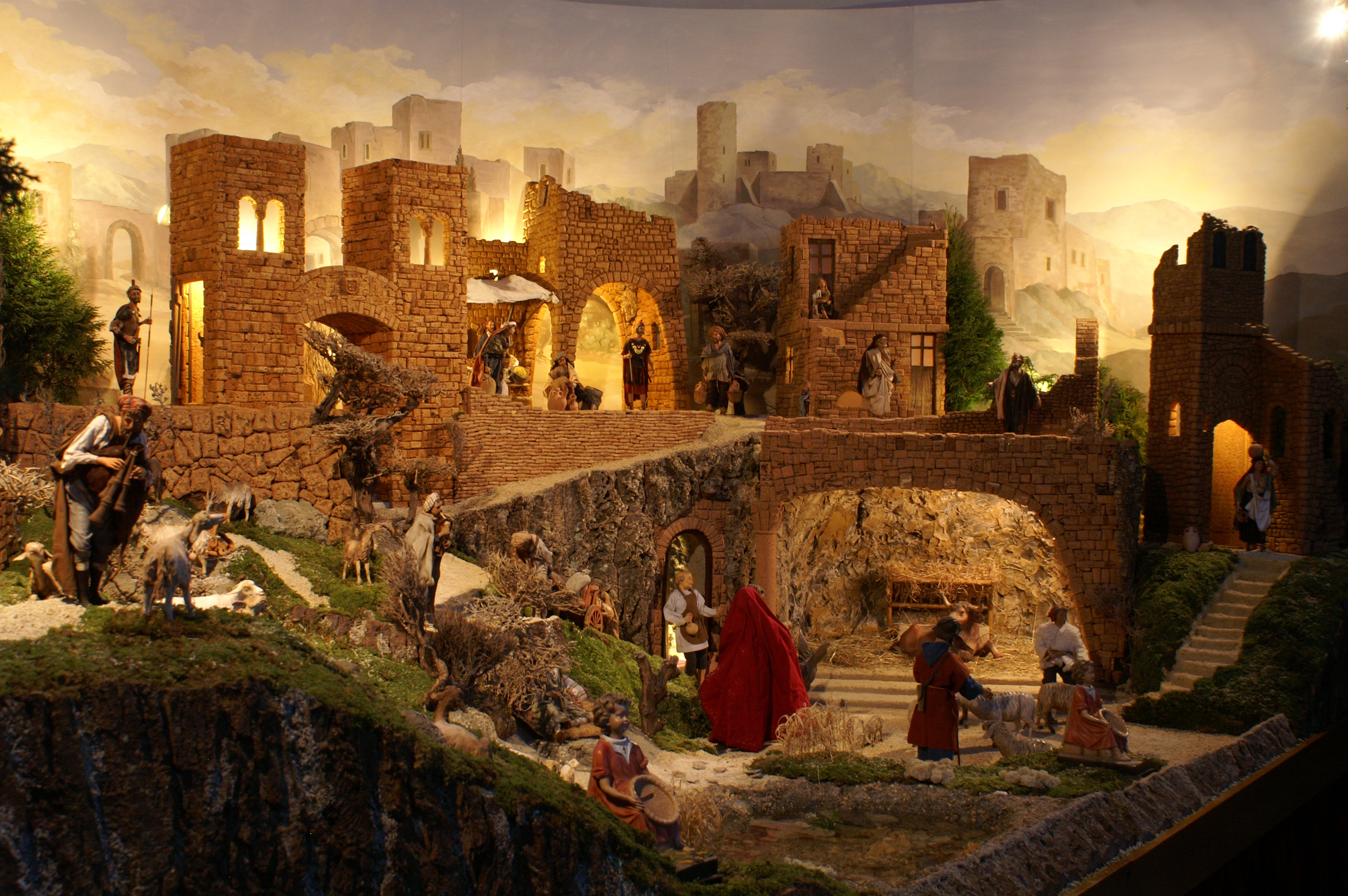
Weihnachtskrippe in Ave Maria

Seit den 1950er Jahren wird jährlich zu Beginn der Adventszeit in Ave Maria eine mehrere Quadratmeter große prächtige Weihnachtskrippe aufgebaut. Die aus vielen filigranen Details bestehende Krippe wurde überwiegend aus Naturmaterialien wie Baumrinden, Wurzeln, Moos und Kork hergestellt. Die vierzig handgefertigten Figuren stammen von einer sizilianischen Künstlerin, das Hintergrundgemälde von einem Schwangauer Maler. Durch die Krippenlandschaft fließt ein Bach, der im Vordergrund der Anlage in einen kleinen See mit Goldfischen mündet.
Im Jahr 2007 wurde die Weihnachtskrippe grundlegend restauriert. Sie bleibt über die Weihnachtsfeiertage und im Januar aufgebaut und kann außerhalb der Gottesdienstzeiten besichtigt werden.

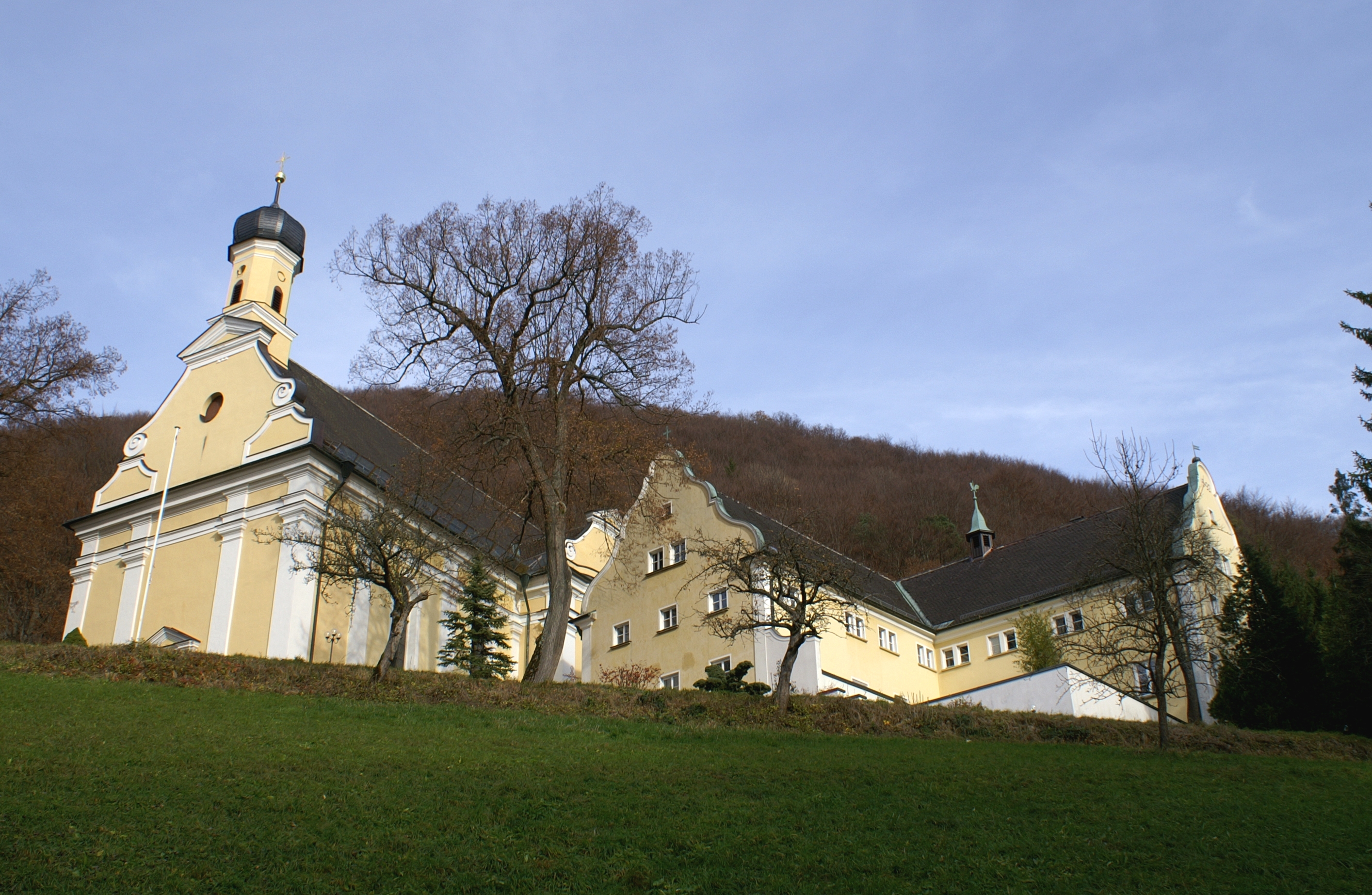
Wallfahrtskirche und Kapuzinerkloster bilden eine Einheit
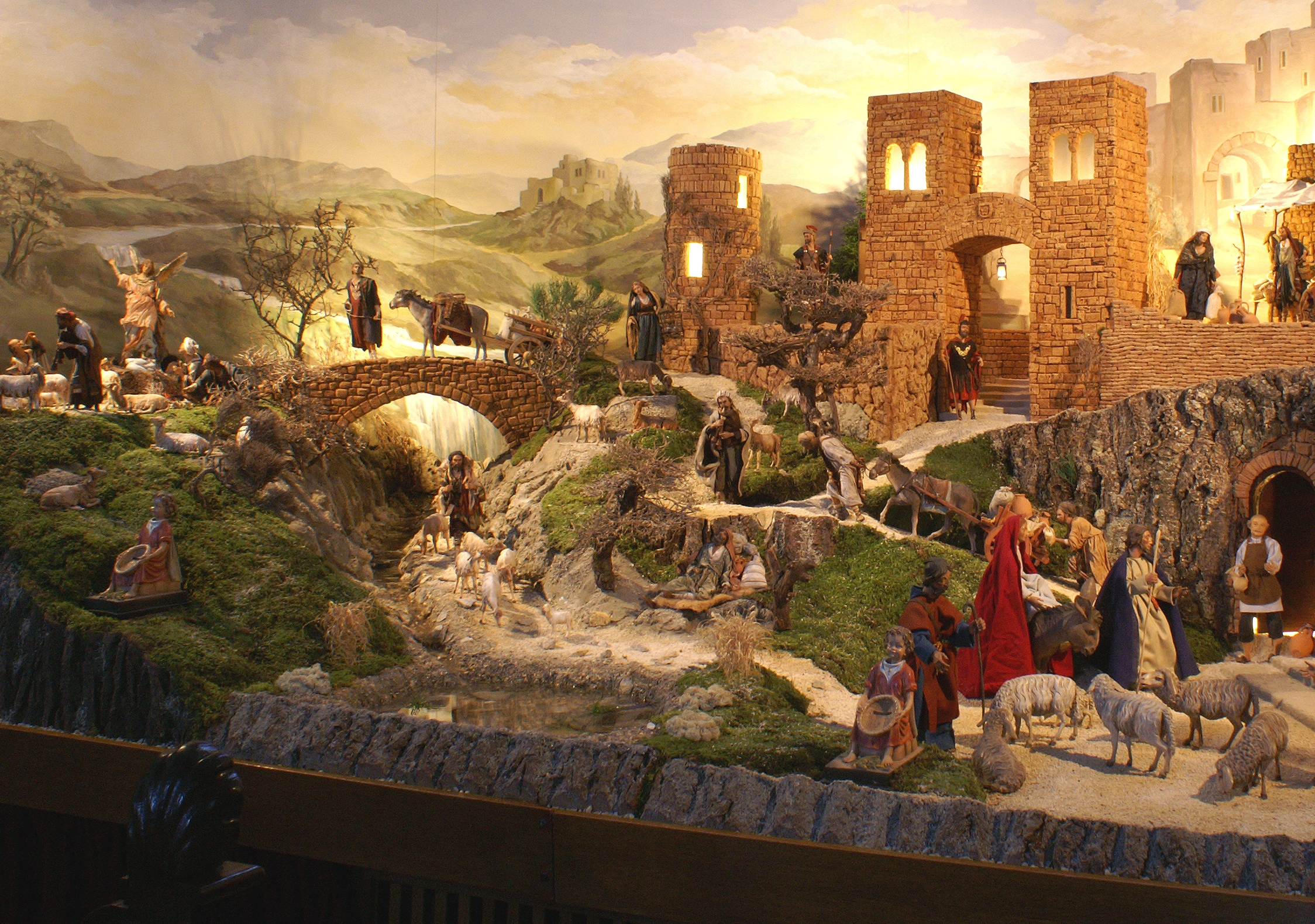
Weihnachtskrippe, Ansicht mit Bach und Brücke
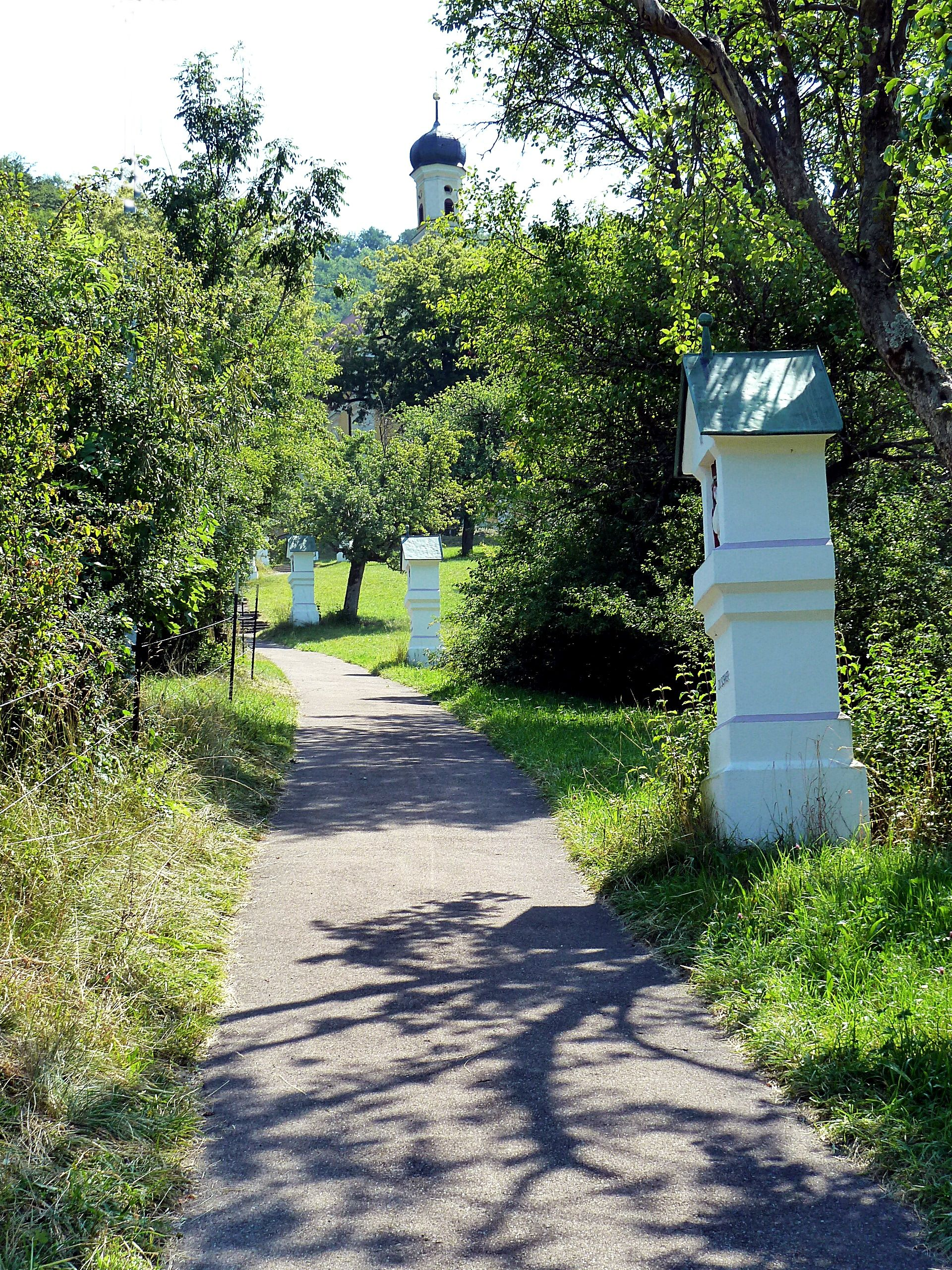
Kreuzweg zur Wallfahrtskirche

## Nachweise
1. ↑  www.motorrad-wallfahrt-avemaria.de

Koordinaten: 48° 35′ 45″ N, 9° 44′ 19,5″ O